# Странные чары
«Странные чары» (англ. Strange Magic) — американский фэнтезийный музыкальный компьютерный мультфильм-мюзикл, полнометражный дебют режиссёра Гари Райдстрома, созданный студией Lucasfilm. Автором сюжета и продюсером мультфильма выступил Джордж Лукас. История, которую он написал, была вдохновлена пьесой Уильяма Шекспира «Сон в летнюю ночь».
Лукас 15 лет разрабатывал этот проект, перед тем как воплотить его в жизнь. Это первый фильм студии Lucasfilm, после покупки её корпорацией Walt Disney в 2012 году. Мультфильм вышел в прокат 23 января 2015 года.
Это первый, за более чем 20 лет (со времён чёрной комедии «Убийства на радио» 1994 года), оригинальный сюжет Лукаса, не связанный со «Звёздными войнами» или фильмами про Индиану Джонса.
Фильм ждал кассовый провал и негативные отзывы критиков. Некоторые называли мультфильм худшим из тех, что когда-либо выпускала студия Walt Disney, несмотря на то, что к производству фильма сама студия не имела непосредственного отношения.

## Сюжет
На границе двух лежащих рядом королевств — солнечного и радостного Королевства Фей и мрачного Темного леса растут цветы первоцветы, которые являются непременным ингредиентом любовного зелья. Принцесса Марианна — наследница престола Королевства Фей готовится выйти замуж за прекрасного, но чересчур озабоченного своей внешностью Роланда. Но в день свадьбы она видит, как тот целует другую фею. Сердце Марианны разбито и она дает клятву никогда больше ни в кого не влюбляться.
Роланд уговаривает гнома Санни, тайно влюбленного в легкомысленную сестру Марианны — Дону, отправиться в Темный лес и разыскать там Сливовую фею, которая может сделать любовное зелье из лепестков первоцветов.
Преодолев множество опасностей и найдя в Темном лесу нового друга — Опоссума, Санни приносит любовное зелье в Королевство Фей. Разгневанный властитель Темного леса Болотный царь устремляется за ним в погоню, однако не успевает захватить зелье. Тогда он похищает Дону, и требует отдать ему любовное зелье, тогда он вернет принцессу.
Марианна, гном Санни и Роланд отправляются на помощь Доне. Встреча в замке Темного леса Марианны и Болотного царя начинается с яростной схватки, но потом девушка видит, что под маской злодея скрывается одинокое и ранимое существо не лишенное благородства. В душе Марианны зарождается новая любовь.

## Роли озвучивали
- Эван Рэйчел Вуд — Марианна
- Мередит Энн Булл — Дона
- Алан Камминг — Болотный царь
- Элайдж Келли — гном Санни
- Сэм Палладио — Роланд
- Кристин Ченовет — Сливовая Фея
- Альфред Молина — Король Королевства Фей
- Майя Рудольф — Гризельда
- Боб Эйнштейн — Стафф

## Музыка
В мультфильме использованы известные музыкальные композиции Элвиса Пресли, Уитни Хьюстон, Deep Purple, Боба Марли и других исполнителей, охватывающие период с 1950-х до 2010-х годов.
1. «Can't Help Falling in Love» — Эван Рэйчел Вуд и Сэм Палладио (2:53)
2. «I’ll Never Fall in Love Again» — Эван Рэйчел Вуд (2:48)
3. «Three Little Birds» — Элайдж Келли и Мередит Энн Булл (2:46)
4. «I Wanna Dance with Somebody (Who Loves Me)» — Мариус де Вриз (1:00)
5. «C’mon Marianne / Stronger (What Doesn't Kill You)» — Сэм Палладио и Эван Рэйчел Вуд (3:32)
6. «Trouble» — Алан Камминг (2:32)
7. «Love Is Strange» — Кристин Ченовет (2:53)
8. «Say Hey» — Элайдж Келли (3:04)
9. «Mistreated» — Алан Камминг (2:30)
10. «I Can’t Help Myself (Sugar Pie Honey Bunch)» — Мередит Энн Булл (3:05)
11. «No, I can’t forget this evening…/ Without you» — Мередит Энн Булл (1:35)
12. «Straight On» — Эван Рэйчел Вуд и Алан Камминг (3:05)
13. «Strange Magic» — Эван Рэйчел Вуд и Алан Камминг (4:15)
14. «Tell Him / Wild Thing» — Мередит Энн Булл, Майя Рудольф, Эван Рэйчел Вуд и Алан Камминг (3:39)

## Прокат
Мультфильм в прокате провалился собрав всего 13,6 миллионов долларов при бюджете 70-100 млн. В России «Странные чары» не были показаны в кинотеатрах, хотя русский дубляж мультфильма существует.

## Награды
Мультфильм участвовал в 2016 году в фестивале Behind the Voice Actors Awards и получил награду Best Female Vocal Performance in a Feature Film in a Supporting Role : Maya Rudolph (As the voice of «Griselda»).